# 3864 Søren
3864 Søren là một tiểu hành tinh vành đai chính với chu kỳ quỹ đạo là 1535.1614007 ngày (4.20 năm).
Nó được phát hiện ngày 6 tháng 12 năm 1986.